# 顾客服务

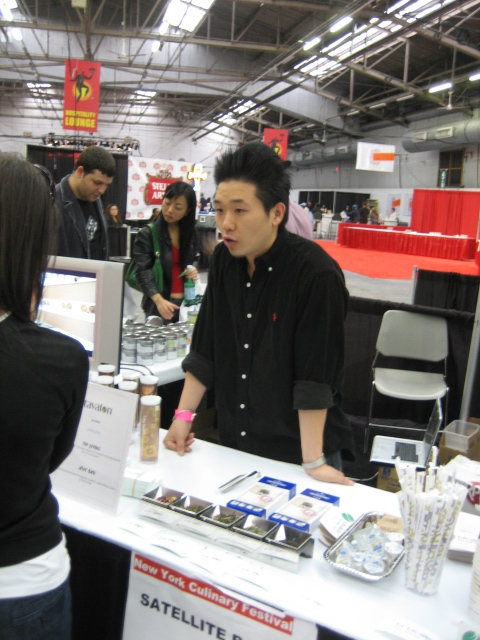
顧客服務員

顾客服务，或客户服务，是向消费者提供服务前后端所采取的一种措施，是銷前服務和銷後服務專業工作。
它的重要程度依据产品、种类及顾客群而不同。例如，一个老练的顾客与新顾客相比较可能需要较少的售前服务（如提供建议等）。在很多情况下，如果所消费的是服务而非产品，那么顾客服务就显得
更加重要了。
顾客服务可以由人来提供（如：销售员或客户代表）；同时也可以由自助服务来完成，如：网上服务、官方網頁網上留言。顾客服务通常是一个企业客户价值体系不可或缺的一部分。
顾客服务的概念是工商业作为竞争优势的增值工具，建立一个顾客服务管理的环境包括战略、过程、组织、动力，并且举办研究去发现顾客事实的需要。

## 顾客服务工作包括
- 友好和有用的职员
- 职员听的能力
- 适当的口气
- 职员显示适当的身體語言
- 职员怎么招呼顾客
- 了解用户需求
- 應付投訴

## 请参看
- 客户服务代表
- 商业计划
- 营销计划
- 客户关系管理